# Hannes Leitgeb

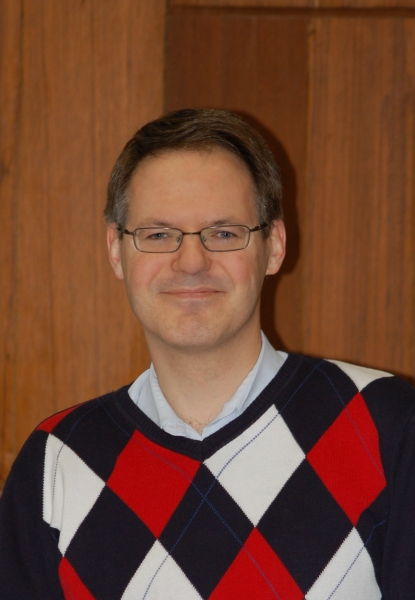
Hannes Leitgeb (2012)

Hannes Leitgeb (* 26. Juni 1972 in Salzburg) ist ein österreichischer Mathematiker und Philosoph. Er ist Professor für Philosophie an der Ludwig-Maximilians-Universität in München und seit 2010 Inhaber einer Alexander-von-Humboldt-Professur.

## Biographie
Hannes Leitgeb studierte Mathematik an der Universität Salzburg und schloss sein Studium 1997 mit dem Master ab. Nach seinen beiden Promotionen in Mathematik (1998) und Philosophie (2001), ebenfalls in Salzburg, übernahm er eine Stelle als Assistenzprofessor an der dortigen Fakultät für Philosophie. Im Jahre 2003 erhielt er ein Erwin-Schrödinger-Stipendium vom österreichischen Fonds zur Förderung der wissenschaftlichen Forschung. Im Rahmen dessen forschte er am Department of Philosophy/CSLI der Stanford University. Ab 2005 arbeitete er an den Departments of Philosophy und of Mathematics in Bristol. Zwei Jahre später wurde er Professor für Mathematische Logik und Philosophie der Mathematik.
Im Herbst 2010 folgte er als Alexander-von-Humboldt-Professor einem Ruf an den Lehrstuhl für Logik und Sprachphilosophie an die Ludwig-Maximilians-Universität (LMU) in München, wo er heute auch das Munich Center for Mathematical Philosophy leitet. Seinem Engagement und den ihm zur Verfügung stehenden Geldmitteln sind Ausbau und globale Bedeutung der LMU im Bereich der Logik zu verdanken. Er selbst spricht von einer derzeit an der LMU herrschenden „Aufbruchsstimmung ähnlich dem Wiener Kreis“.
2014 wurde Leitgeb in die Academia Europaea und am 26. November 2016 zum Mitglied (Matrikel-Nr. 7717) der Leopoldina gewählt. Für 2025 wurden ihm ein Gottfried Wilhelm Leibniz-Preis und der Frege-Preis zugesprochen.